# Caminho do Padre José de Anchieta

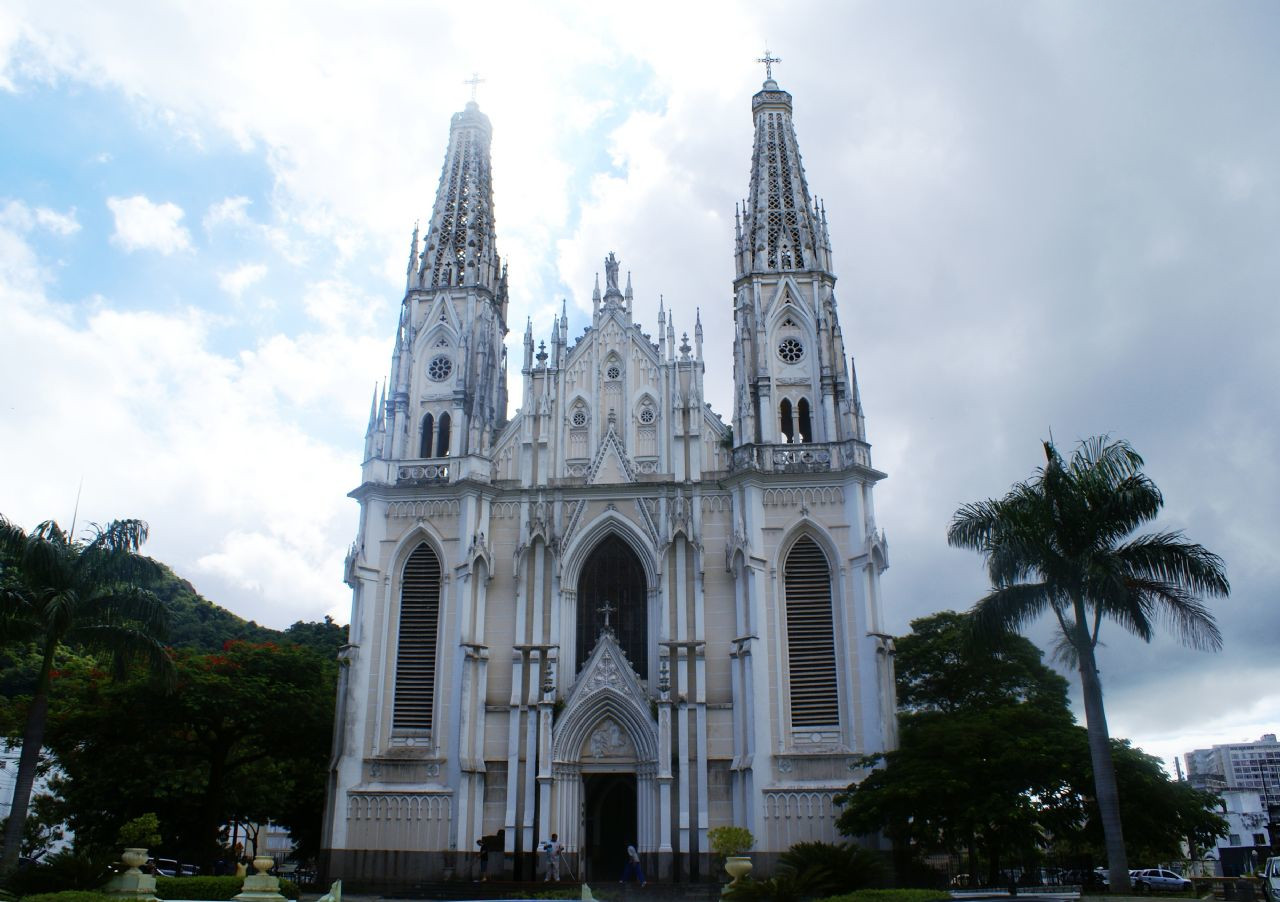
Catedral Metropolitana de Vitória - Início da rota "Passos de Anchieta".

O termo caminho do Padre José de Anchieta pode referir-se a dois caminhos históricos percorridos pelo missionário jesuíta José de Anchieta. Um deles denominado “Passos de Anchieta”, refere-se ao caminho que reconstitui o trajeto percorrido quinzenalmente por José de Anchieta, nos seus deslocamentos da Vila de Rerigtiba, atual cidade de Anchieta, à Vila de Nossa Senhora da Vitória, em Vitória. Já o “Caminho do Padre José” compreende o trajeto percorrido por Anchieta entre o litoral paulista e a cidade de São Paulo.

## Passos de Anchieta
A Igreja Católica realiza, no Estado do Espírito Santo, uma romaria de quatro dias no feriado de Corpus Christi, para homenagear os chamados "Passos de Anchieta". Essa tradição foi resgatada em 1998, e consiste em uma peregrinação que se inicia na Catedral Metropolitana de Vitória, onde os peregrinos assistem a uma missa, e passa pelas praias Barra do Jucu (em Vila Velha), Setiba e Meaípe (em Guarapari), e termina na Igreja de Nossa Senhora da Assunção, localizada na cidade de Anchieta. Nos quatro dias de caminhada percorre-se cerca de 100 km (uma média de 25 km por dia).
No final do caminho, já na cidade de Anchieta, o peregrino ainda pode conhecer o museu onde encontrará roupas de sacerdotes, imagens de santos, ostensórios, relicários, e objetos encontrados em uma escavação arqueológica: cerâmicas indígenas, louças portuguesas e moedas. Uma peça importante é o Cristo em Terracota, que teria sido usado pelo padre Anchieta no século XVI.

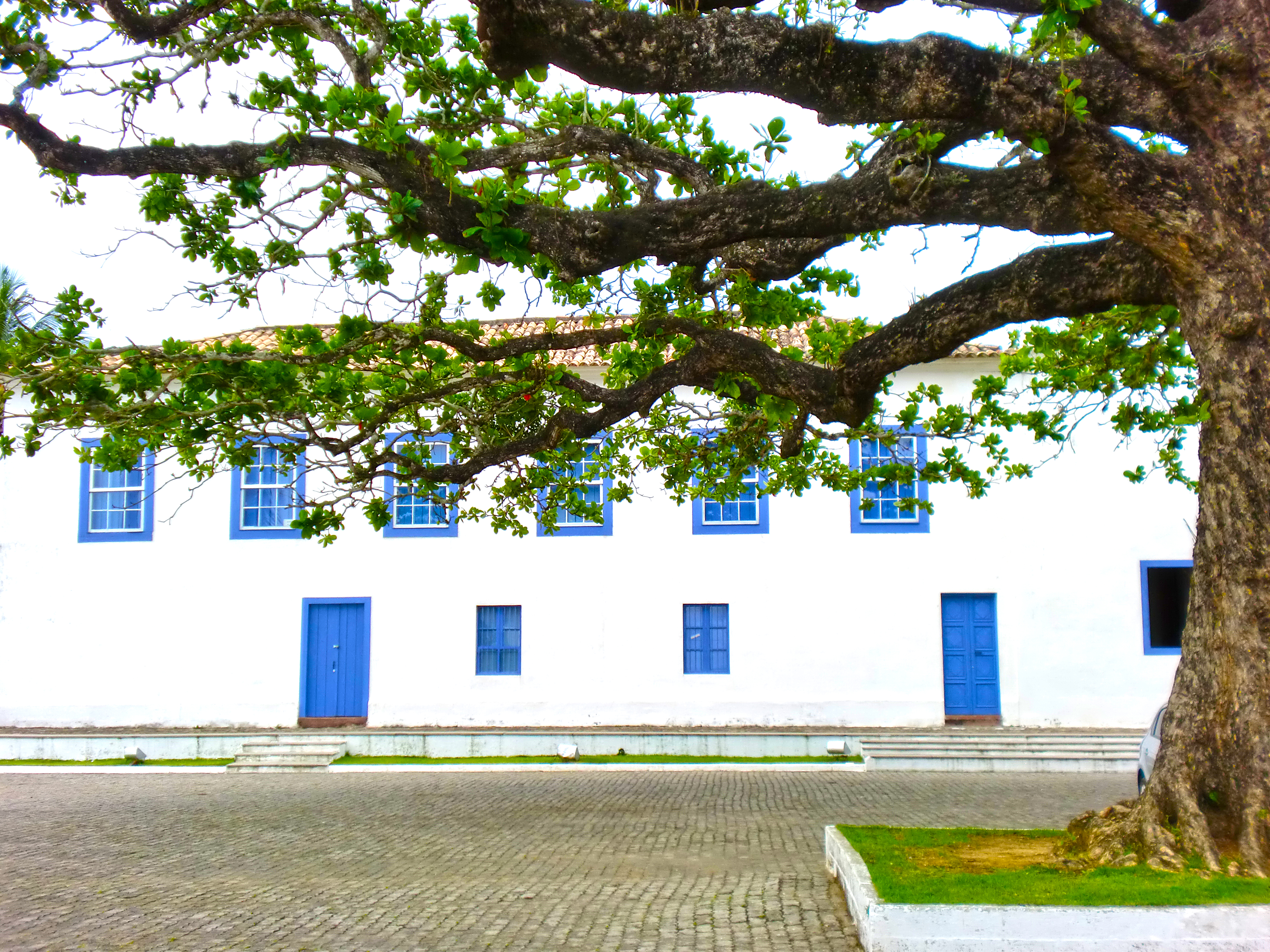
Igreja de Nossa Senhora da Assunção - destino final.

O trajeto pode ser percorrido em qualquer sentido e época do ano. Contudo a caminhada anual, que é promovida pela Associação Brasileira dos Amigos dos Passos de Anchieta (ABAPA), tem seu início sempre no feriado nacional de Corpus Christi e recebe, anualmente, uma média de três mil peregrinos.
O roteiro é o quarto deste tipo existente no mundo. Os outros três são os caminhos de Santiago de Compostela, na Espanha; a trilha da Terra Santa, em Jerusalém; e a de Roma, na Itália.

## Caminho do Padre José
O Caminho do Padre José foi a designação que recebeu a variante do caminho entre São Vicente e São Paulo, aberta em substituição à antiga Trilha dos Tupiniquins, que recebia frequentes assaltos dos índios tamoios. A partir de 1560, todo o tráfego entre o litoral e o planalto paulista começa a ser feito pela nova trilha. O trajeto consistia em aproximadamente 60 a 70 km, subindo pela serra de Paranapiacaba a oeste do rio Perequê, até encontrar o Rio Grande, terminando no chamado Porto Geral (colina do Colégio de Piratininga).
É incerta a maior responsabilidade pela abertura do caminho. Alguns historiadores a debitam ao arrojo do Padre José de Anchieta. Outros a relacionam a João Perez, o Gago, como pena alternativa por ter açoitado um escravo até à morte. O maior tráfego do planalto de Piratininga para a vila de São Vicente era de escravos indígenas, e os produtos que subiam em retorno, eram transportados nos ombros de escravos, num percurso que consumia três dias.
Sobre as condições dessa via, em 1585, o padre Fernão Cardim, tendo acompanhado o padre jesuíta Cristóvão de Gouveia de São Vicente a São Paulo, testemunhou: "O caminho é cheio de tijucos, o pior que nunca vi e sempre íamos subindo e descendo serras altíssimas e passando rios e caudais de águas frigidíssimas." (in: Tratados da terra e da gente do Brasil).
Outras variantes desse caminho, séculos mais tarde, foram a Calçada do Lorena, a Estrada da Maioridade, a Estrada do Vergueiro, a Rodovia Caminho do Mar e, finalmente, a Rodovia Anchieta.

## Ver Também
- José de Anchieta
- Anchieta (cidade do estado do Espírito Santo)
- Caminhos do mar de São Paulo